# Flettner Fl 265
El Flettner Fl 265 fue un helicóptero experimental diseñado por Anton Flettner.

## Diseño y desarrollo
Este helicóptero, desarrollado en 1938 con el apoyo de la Kriegsmarine, hizo posible, por primera vez, la transición de vuelo de ala giratoria potenciada para autorrotación, y viceversa, por lo que es el helicóptero más seguro de su tiempo. A diferencia del Fl 185, el Fl 265, que se cree que es el ejemplo pionero de un sincrómetro (dos rotores engranados) de 12 m de diámetro, propulsados por un motor radial BMW Bramo A de 160 CV (119 kW) en la punta del fuselaje, equipado con un ventilador para ayudar a la refrigeración y un sistema de amortiguación de inercia para reducir el temblor de la palanca de control. Se construyeron seis unidades; el primer vuelo del Fl 265 tuvo lugar en mayo de 1939; en este vuelo, las palas de los rotores se golpearon entre sí y el helicóptero fue destruido, un destino similar le sucedió al segundo al quedarse sin combustible. Los cuatro Fl 265 restantes del contrato original fueron ampliamente probados en la cubierta de un crucero con resultados satisfactorios, pero, la producción en serie no prosiguió y continuó con el desarrollo del Flettner Fl 282.

## Operadores
- Alemania
- Luftwaffe
- Kriegsmarine

## Especificaciones (Fl 265)

### Características generales
- Tripulación: 1
- Longitud: 6,16 m
- Diámetro rotor principal: 2 × 12.3 m
- Altura: 2,82 m
- Área circular: 237,6 m² (2558 pies cuadrados) de área total
- Peso vacío: 800 kg
- Peso máximo al despegue: 1.000 kg
- Planta motriz: 1× 7-cyl. motor de pistón radial refrigerado por aire asistido por ventilador, 119 kW (160 hp) Bramo Sh.14A.

### Rendimiento
- Velocidad máxima operativa (Vno): 140 km / h (87 mph; 76 kn) a nivel del mar
- Alcance: 300 km (186 mi; 162 nmi)
- Techo de vuelo: 4.100 m (13.500 pies)